# Crenigomphus cornutus
Crenigomphus cornutus är en trollsländeart som beskrevs av Elliot C.G. Pinhey 1956. Crenigomphus cornutus ingår i släktet Crenigomphus och familjen flodtrollsländor. IUCN kategoriserar arten globalt som livskraftig. Inga underarter finns listade i Catalogue of Life.